# موراد مالخاسیان
موراد مالخاسیان (ارمنی: Մուրադ Մալխասյան؛  ۱۹۵۶ – ۲۳ اوت ۲۰۲۲) یک خواننده موسیقی فولکلور، مردمی اهل ارمنستان بود. وی بین سال‌های ۱۹۹۰ تا ۲۰۲۲ میلادی فعالیت می‌کرد.

## زندگی‌نامه
وی در ۱۹۵۶ به دنیا آمد. وی همچنین برندهٔ جوایزی همچون چهره فرهنگی شایسته جمهوری ارمنستان شده است. وی در ۲۳ اوت ۲۰۲۲ در سن ۶۶ سالگی در گیومری درگذشت.